# Brendan
Sfântul Brendan din Clonfert sau Bréanainn of Clonfert (în limba irlandeză: Naomh Breandán; supranumit "Navigatorul" sau "Călătorul") (n. cca. 484 – d. cca. 577) a fost unul dintre sfinții călugări irlandezi timpurii. Este cunoscut în special pentru legendara sa căutare a "Insulei Fericiților", cunoscută de asemenea sub numele de Insula Sfântului Brendan.  Legenda a ajuns până la creditarea lui Brendan cu prima călătorie a unui european în America). De asemenea, Brendan a fost unul dintre cei 12 apostoli ai Irlandei. Potrivit calendarului, ziua Sfântului Brendan este fixată în data de 16 mai.
Principalele opere dedicate acestui sfânt și legendei sale sunt "Viața lui Brendan", păstrată în câteva versiuni în latină și irlandeză și mai renumita "Călătoria Sfântului Brendan abatele" (Navigatio sancti Brendani abbatis).